# Acremodontina varicosa
Acremodontina varicosa är en snäckart som beskrevs av B.A. Marshall 1995. Acremodontina varicosa ingår i släktet Acremodontina och familjen Trochaclididae. Inga underarter finns listade i Catalogue of Life.